# Brickellia megaphylla
Brickellia megaphylla là một loài thực vật có hoa trong họ Cúc. Loài này được M.E.Jones mô tả khoa học đầu tiên năm 1933.